# 301 f.Kr.
År 301 f.Kr. var et år med den romerske kalender. På det tidspunkt var det kendt som året for diktaturet til Corvus. Benævnelsen 301 f.Kr. for dette år er blevet brugt siden den tidlige middelalderperiode, da Anno Domini-kalenderæra blev den udbredte metode i Europa til navngivning af år.
| 301 f.Kr.          |
| ------------------ |
| Dødsfald - Fødsler |

## Dødsfald
| År | Spire Denne artikel om et år, årti, århundrede eller årtusinde er en spire som bør udbygges. Du er velkommen til at hjælpe Wikipedia ved at udvide den. |